# 帕拉軍工廠
帕拉軍工廠（Para-Ordnance）是一家原本位於加拿大安大略省多倫多的小型槍械生產商。
現已改名為Para USA，並成為美國雷明頓武器公司旗下的部門。

## 介紹

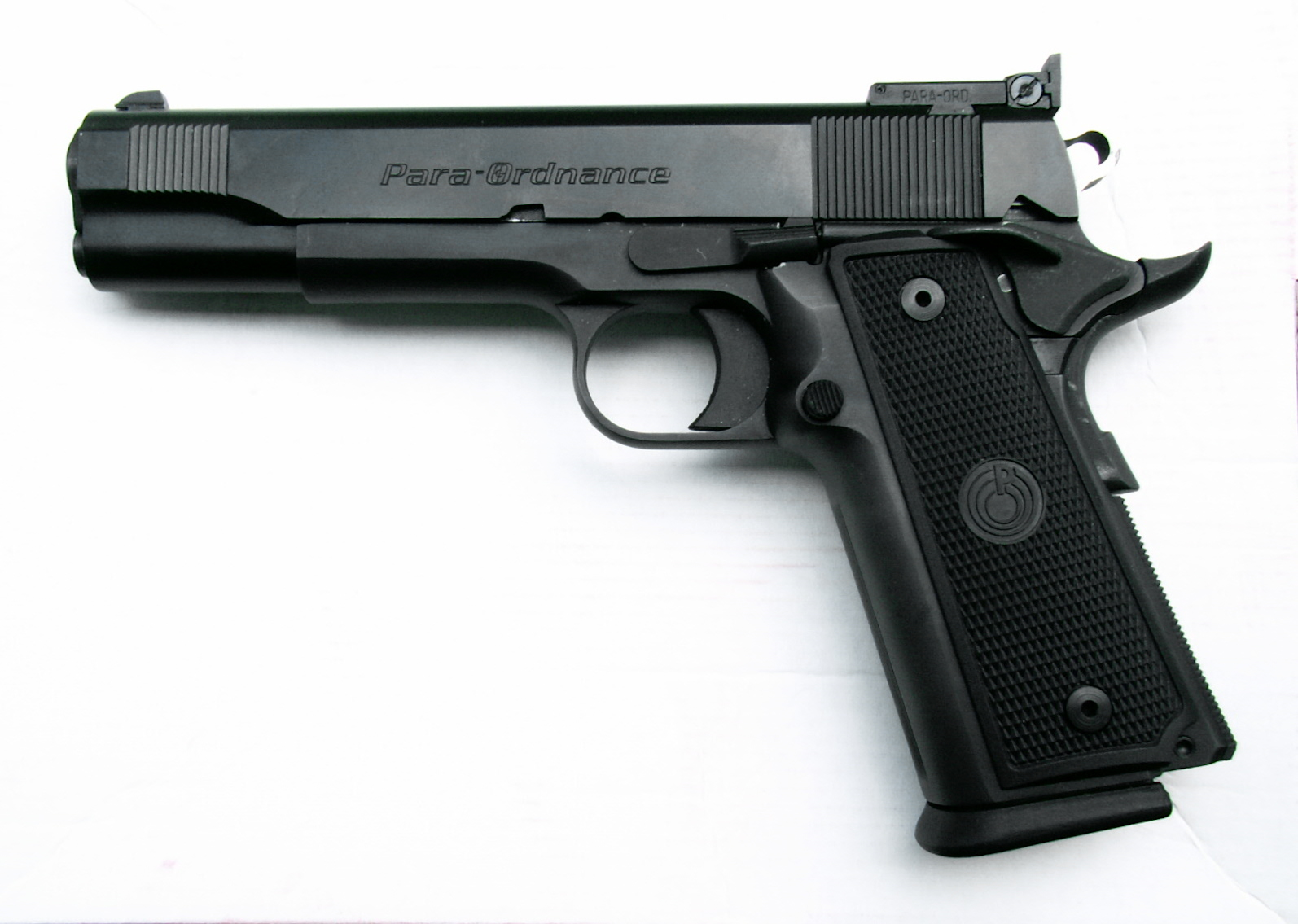
帕拉軍工廠的P16-40，名字中的P為Para-Ordnance、16為彈匣可裝16發子彈，40則是指.40 S&W，帕拉軍工廠的手槍大部份以這種方式命名。

帕拉軍工廠是一家專門生產高質量M1911系列手槍及配件的公司，當中著名產品如高裝彈量（雙排彈匣）的M1911衍生型及首種雙動的M1911，軍隊、民間市場和執法部門皆有其用戶。而其產品亦有四種口徑包括.45 ACP、.40 S&W、9毫米和.38 super。帕拉軍工廠的「輕型雙動」（LDA）設計亦向沿用單動M1911系列的執法部門人員提供更快速的射擊動作。
由於M1911系列仍然有相當大的市場，因此帕拉軍工廠目前仍是以這種手槍為主要產品，比其他生產M1911的公司如史密斯威森（S&W）、春田公司（並非春田兵工廠）、金柏（Kimber）等具有更高知名度和更創新（PXT拉殼鉤）的設計理念。

## 公司變遷
帕拉軍工廠原本是設於加拿大的公司，不過在2009年時，公司宣布在美國北卡羅萊納州設立北美前進總部，子公司則命名為Para USA。而在不久之後帕拉軍工廠則將整個公司搬移到北卡羅萊納的現址，正式名稱也改為Para USA，完全變成一家美國公司。
而在2012年，Para USA被軍火大廠Freedom Group所併購，成為旗下的一員，在體系上雷明頓(Remington Arms)則成為Para USA的直系母公司。
在2014年，雷明頓宣布將旗下包含Para USA在內的六個子公司移至阿拉巴馬州工廠，以減少人力開支以及提升生產效率。
2015年，雷明頓宣布在Para USA搬遷至阿拉巴馬州的同時，將完全成為雷明頓的一個部門而非子公司，Para USA公司正式化为虚无。但目前為止雷明頓仍保留Para的廠牌名稱與產品線，也宣布將會承接過去Para所承諾的一些售後服務。

## 產品

### 手槍
- 單排彈匣傳統型

標準的M1911版本
- PXT Hawg系列

袖珍版本
- PXT單排彈匣系列

改進型的單排彈匣單動版本
- PXT Hi-Cap系列

雙排彈匣的版本，包括P14·45、P18·9等，亦是帕拉軍工廠的最著名產品
- PXT LDA系列

「輕型雙動」版本，配單排彈匣

### 步槍
帕拉軍工廠近年亦開始加入生產仿AR-15市場，並推出名為Tactical Target Rifle的小口徑步槍。該槍在槍管上方有特殊的後座力裝置，會將射擊後上揚的槍管壓回。